# Episodi di SpongeBob (settima stagione)
La settima stagione di SpongeBob è andata in onda in America dal 19 luglio 2009 all'11 giugno 2011, mentre in Italia è andato in onda lo special La protesta di SpongeBob nella stessa data di quando è andato in onda in America.
Gli ultimi episodi sono andati in onda in prima visione assoluta alle 00.55 dal 26 dicembre al 31 dicembre sempre su Nickelodeon insieme a 2 episodi della 8 stagione in prima visione assoluta. In chiaro è stata trasmessa in prima visione tra la fine del 2011 e l'inizio del 2012 su Italia 1.
| nº  | nº | Titolo originale                      | Titolo italiano                         | Prima TV USA      | Prima TV Italia  |
| --- | -- | ------------------------------------- | --------------------------------------- | ----------------- | ---------------- |
| 127 | 1  | Tentacle-Vision                       | Due chiacchiere con Squiddi             | 19 luglio 2009    | 18 novembre 2010 |
| 127 | 1  | I Love Dancing                        | Io amo ballare                          | 19 luglio 2009    | 18 novembre 2010 |
| 128 | 2  | Growth Spout                          | La fame di Perla                        | 19 luglio 2009    | 18 novembre 2010 |
| 128 | 2  | Stuck in the Wringer                  | Bloccato nell'asciugatrice              | 19 luglio 2009    | 18 novembre 2010 |
| 129 | 3  | Someone's in the Kitchen with Sandy   | In cucina con Sandy                     | 19 luglio 2009    | 19 novembre 2010 |
| 129 | 3  | The Inside Job                        | Spione cerebrale                        | 19 luglio 2009    | 19 novembre 2010 |
| 130 | 4  | Greasy Buffoons                       | Unto è bello                            | 25 luglio 2009    | 19 novembre 2010 |
| 130 | 4  | Model Sponge                          | Una spugna modello                      | 25 luglio 2009    | 19 novembre 2010 |
| 131 | 5  | Keep Bikini Bottom Beautiful          | Teniamo pulita Bikini Bottom            | 2 gennaio 2010    | 22 aprile 2011   |
| 131 | 5  | A Pal for Gary                        | Un amico per Gary                       | 2 gennaio 2010    | 22 aprile 2011   |
| 132 | 6  | Yours, Mine, and Mine                 | Mio e soltanto mio                      | 11 settembre 2010 | 22 aprile 2011   |
| 132 | 6  | Kracked Krabs                         | Spilorcio dell'anno                     | 11 settembre 2010 | 22 aprile 2011   |
| 133 | 7  | The Curse of Bikini Bottom            | La maledizione di Bikini Bottom         | 24 ottobre 2009   | 5 aprile 2011    |
| 133 | 7  | Squidward in Clarinetland             | Il clarinetto di Squiddi                | 24 marzo 2010     | 5 aprile 2011    |
| 134 | 8  | SpongeBob's Last Stand                | La protesta di SpongeBob                | 22 aprile 2010    | 22 aprile 2010   |
| 135 | 9  | Back to the Past                      | Ritorno al passato                      | 15 febbraio 2010  | 7 maggio 2011    |
| 135 | 9  | The Bad Guy Club for Villians         | Una terribile banda di cattivi          | 15 febbraio 2010  | 7 maggio 2011    |
| 136 | 10 | A Day Without Tears                   | Un giorno senza lacrime                 | 22 marzo 2010     | 7 maggio 2011    |
| 136 | 10 | Summer Job                            | Lavoro estivo                           | 23 marzo 2010     | 7 maggio 2011    |
| 137 | 11 | One Coarse Meal                       | Un pasto indigesto                      | 25 marzo 2010     | 14 febbraio 2011 |
| 137 | 11 | Gary in Love                          | Gary innamorato                         | 6 febbraio 2010   | 14 febbraio 2011 |
| 138 | 12 | The Play's the Thing                  | Si va in scena                          | 26 marzo 2010     | 8 aprile 2011    |
| 138 | 12 | Rodeo Daze                            | Un rodeo emozionante                    | 6 febbraio 2010   | 8 aprile 2011    |
| 139 | 13 | Gramma's Secret Recipe                | La ricetta segreta della nonna          | 6 luglio 2010     | 8 aprile 2011    |
| 139 | 13 | The Cent of Money                     | Lo strano potere di Gary                | 7 luglio 2010     | 8 aprile 2011    |
| 140 | 14 | The Monster Who Came to Bikini Bottom | Un mostro gentile a Bikini Bottom       | 28 gennaio 2011   | 19 marzo 2011    |
| 140 | 14 | Welcome to the Bikini Bottom Triangle | Benvenuti al Triangolo di Bikini Bottom | 28 gennaio 2011   | 19 marzo 2011    |
| 141 | 15 | The Curse of the Hex                  | Il sortilegio del Krusty Krab           | 11 giugno 2011    | 19 marzo 2011    |
| 141 | 15 | The Main Drain                        | La leggenda del tubo di scarico         | 29 gennaio 2011   | 19 marzo 2011    |
| 142 | 16 | Trenchbillies                         | La tribù degli zoticoni                 | 29 gennaio 2011   | 19 marzo 2011    |
| 142 | 16 | Sponge-Cano!                          | Il sacrificio di Squiddi                | 28 gennaio 2011   | 19 marzo 2011    |
| 143 | 17 | The Great Patty Caper                 | All'inseguimento della ricetta segreta  | 11 novembre 2010  | 5 novembre 2011  |
| 144 | 18 | That Sinking Feeling                  | Toccare il fondo                        | 8 luglio 2010     | 27 dicembre 2011 |
| 144 | 18 | Karate Star                           | Il genio del karate                     | 8 luglio 2010     | 27 dicembre 2011 |
| 145 | 19 | Buried in Time                        | La capsula del tempo                    | 18 settembre 2010 | 28 dicembre 2011 |
| 145 | 19 | Enchanted Tiki Dreams                 | Vivere un sogno                         | 19 luglio 2010    | 28 dicembre 2011 |
| 146 | 20 | The Abrasive Side                     | Il lato abrasivo                        | 27 novembre 2010  | 29 dicembre 2011 |
| 146 | 20 | Earworm                               | Il tormentone                           | 27 novembre 2010  | 29 dicembre 2011 |
| 147 | 21 | Hide and Then What Happens?           | Il nascondino più lungo della storia    | 9 agosto 2010     | 30 dicembre 2011 |
| 147 | 21 | Shellback Shenanigans                 | Scambio di conchiglia                   | 18 settembre 2010 | 30 dicembre 2011 |
| 148 | 22 | The Masterpiece                       | Il capolavoro                           | 8 ottobre 2010    | 30 dicembre 2011 |
| 148 | 22 | Whelk Attack                          | Lumache all'attacco                     | 8 ottobre 2010    | 30 dicembre 2011 |
| 149 | 23 | You Don't Know Sponge                 | Il test dell'amicizia                   | 9 agosto 2010     | 30 dicembre 2011 |
| 149 | 23 | Tunnel of Glove                       | Il tunnel del terrore                   | 12 febbraio 2011  | 30 dicembre 2011 |
| 150 | 24 | Krusty Dogs                           | Il nuovo menù                           | 9 ottobre 2010    | 31 dicembre 2011 |
| 150 | 24 | The Wreck of the Mauna Loa            | Il relitto della Mauna Loa              | 9 ottobre 2010    | 31 dicembre 2011 |
| 151 | 25 | New Fish in Town                      | Un nuovo vicino di casa                 | 15 gennaio 2011   | 31 dicembre 2011 |
| 151 | 25 | Love That Squid                       | Lezioni di corteggiamento               | 12 febbraio 2011  | 31 dicembre 2011 |
| 152 | 26 | Big Sister Sam                        | Sam, una sorella un po' ingombrante     | 15 gennaio 2011   | 31 dicembre 2011 |
| 152 | 26 | Perfect Chemistry                     | Il collega di laboratorio               | 26 febbraio 2011  | 31 dicembre 2011 |

## Due chiacchiere con Squiddi
È notte e Squiddi si alza per andare a vedere la televisione, ma si accorge che un programma televisivo è stato annullato, perché un bambino ha chiesto di andare in TV. Capito che danno spazi in TV a chiunque, ne chiede uno anche lui. Al Krusty Krab Squiddi attende con ansia di andare a casa sua e cominciare il suo programma, intitolato Due chiacchiere con Squiddi. SpongeBob e Patrick vanno a casa di Squiddi, causandogli parecchi problemi. Il polpo disperato dice a Patrick di fare il cameraman e a SpongeBob il tecnico del suono, con esiti disastrosi. Poco dopo, Mr. Krab va da Squiddi per fare pubblicità al Krusty Krab, a cui si aggiungono Sandy, Perla, Plankton, Larry e gli abitanti di Bikini Bottom, che, credendo che ci sia una festa, chiama tutti i pesci. Purtroppo, subito dopo, arriva il personale della TV, che manda via Squiddi da casa sua. Egli, stranamente nella sua camera da letto, tenta invano di far smettere ai suoi amici di suonare nel cuore della notte.

## Io amo ballare
SpongeBob adora il ballo, tanto che al Krusty Krab serve i Krabby Patty ai clienti danzando. La direttrice di una scuola di teatro lo vede ed entusiasta decide di farlo partecipare ai provini. Squiddi, invidioso, escogita un losco piano: dice a SpongeBob che lo "metterà sotto la sua ala protettiva" per aiutarlo a passare il provino, ma in verità intende stremarlo a forza di esercizi per prendere il suo posto. Squiddi continua a farlo esercitare fino a tenerlo sveglio tutta la notte, e infatti il giorno della partecipazione SpongeBob è stremato. Squiddi allora si presenta al posto di SpongeBob, ma il "premio" per aver passato il provino si rivelerà il suo karma: il suo mentore sarà infatti Squilliam, che riserverà al polpo lo stesso trattamento che quest'ultimo ha riservato alla spugna.

## La fame di Perla
Perla sta attraversando la pubertà e perciò prova una fame insaziabile. Mr. Krab va allora in cerca di cibo nelle case altrui, inclusa quella di SpongeBob, che quando se ne accorge dapprima è turbato, ma dopo aver ascoltato tutta la storia del granchio decide di aiutarlo. Il giorno dopo crea quindi un Krabby Patty talmente perfetto da placare la fame della giovane balena. Quando Krab gli chiede come ha fatto, SpongeBob gli risponde dicendo che l'ha fatto con amore e Krab è stupito.

## Bloccato nell'asciugatrice
Dopo una doccia, SpongeBob si asciuga con il suo rullo personale, ma finisce per rimanervi bloccato. In questo frangente arriva Patrick, e la spugna gli chiede se può aiutarlo a uscire dall'asciugatrice, ma l'ottusa stella peggiora le cose incollandolo al supporto per sempre. Ciò causa problemi a SpongeBob mentre lavora, quindi Patrick decide di portarlo al luna park, nel tentativo di consolarlo. Qui la stella si diverte un mondo, mentre la spugna continua a ferirsi, a causa del rullo. A un certo punto, non potendone più, SpongeBob sbotta contro l'amico davanti ai presenti, i quali, vedendo Patrick correre via piangendo, se la prendono con la spugna, che si sente terribilmente in colpa. Patrick, non riuscendo a stare separato da SpongeBob, va da lui nella sua casa-ananas, e lo vede in salotto, seduto sulla poltrona, che fissa un canale televisivo sfocato, completamente apatico e depresso. Patrick, resosi conto che "la sua idea" ha finito col rovinare la vita del suo amico, inizia a piangere con il protagonista, facendo sciogliere la colla e liberandolo. Tuttavia, alla fine, lui e Patrick rimangono bloccati insieme, al che quest'ultimo chiede se deve usare ancora la sua colla.

## In cucina con Sandy
Plankton elabora un nuovo piano per impossessarsi della ricetta segreta del Krabby Patty: si intrufola nel casco di Sandy e, mentre lei si fa una doccia, le ruba la pelliccia che si era precedentemente tolta per lavarsi e se ne va in giro fingendosi lei. Plankton, sotto le mentite spoglie di Sandy, va da SpongeBob nella cucina del Krusty Krab e questi decide di dargli alcune basi culinarie per fare il Krabby Patty. Nel frattempo, la vera Sandy, priva di peli e con una caraffa per il caffè come casco, cerca la sua pelliccia; i cittadini sono scandalizzati al vedere un mammifero senza peli che indossa biancheria intima, perciò la mettono in imbarazzo, la insultano e le lanciano oggetti addosso. Plankton intanto riesce a impossessarsi della formula, ma Sandy arriva sul posto, si riprende la pelliccia, salva la ricetta segreta e punisce il copepode richiudendolo in un barattolo di senape. Poi arrivano due agenti, che però, invece di arrestare Plankton che ha commesso un crimine vero e proprio, arrestano Sandy per la sua pubblica nudità.

## Spione cerebrale
Plankton decide di rubare la ricetta segreta del Krabby Patty entrando nel corpo di Mr. Krab per carpire la formula segreta con una ventosa; tuttavia capita all'interno di SpongeBob attraverso uno dei suoi fori. Dopo essere stato nel suo cervello senza trovare nulla, Plankton scopre che la formula segreta ce l'ha nel cuore. Egli allora ne aspira il contenuto, ma, così facendo, assume anche il carattere spensierato e leale di SpongeBob, diventandone letteralmente un clone minuscolo. La "missione" è compiuta e il batterio-spugna si appresta a tornare al Chum Bucket, ma, durante il tragitto, si trasforma in un clone minuscolo di Patrick, non ricordandosi più la ricetta.

## Unto è bello
SpongeBob e Mr. Krab svuotano il pozzetto dell'olio usato del Krusty Krab, dopodiché lo scaricano nei pressi del Chum Bucket. Plankton e Krab si scontrano in una faida per attirare più clienti con nuovi piatti a base di olio, solo che tutto quell'olio fritto fa star male i clienti, e inoltre entrambi i ristoranti sono pieni d'olio dappertutto. Sotto minaccia di un ispettore sanitario (chiamato da SpongeBob), Plankton e Krab dovranno provvedere a smaltire tutto l'olio. Per fortuna ci pensa SpongeBob a smaltirlo col suo corpo spugnoso. SpongeBob viene tuttavia inseguito da Patrick che vuole leccargli l'olio assorbito che gli cola dai buchi.

## Una spugna modello
SpongeBob sente per caso una telefonata di Mr. Krab in cui il granchio dice di "dover mandar via il piccoletto", riferendosi alla sua cappasanta ormai cresciuta; tuttavia ci rimane male perché fraintende e crede che ciò significhi che è stato licenziato. Dietro suggerimento di Patrick, SpongeBob trova allora un impiego come modello per degli spot pubblicitari, solo che si tratta di uno spot per una spugna per lavare i bagni. Non potendo continuare così, SpongeBob si dimette, supplica Krab di "riassumerlo" e lui, seppure confuso dalla situazione, accetta, in cambio che la spugna pulisca i bagni del locale.

## Teniamo pulita Bikini Bottom
Squiddi, camminando per strada, pesta una gomma da masticare. Un agente, credendo l'abbia gettata lui, gli commina un lavoro socialmente utile: raccogliere l'immondizia. Squiddi spererebbe che ciò gli frutti un monumento come quello del rivale Squilliam; SpongeBob cerca di aiutarlo e così, dopo aver raccolto parecchi rifiuti, costruisce una casa di spazzatura sotto l'originale, che però costerà a Squiddi un'altra multa. Poco dopo, SpongeBob costruisce una statua d'immondizia raffigurante Squiddi, al fine di rincuorarlo. Il fetore del monumento di spazzatura è così forte da far squagliare letteralmente quello di Squilliam, che viene multato perché il cemento è finito per terra. Squiddi si compiace, solo che poco dopo anche lui e SpongeBob vengono multati.

## Un amico per Gary
SpongeBob crede che Gary sia triste nel rimanere a casa da solo, mentre il suo padrone va al lavoro. Così, nel tentativo di far compagnia alla lumaca, decide di comprare Puffy Fluffy, un dolce animaletto con le sembianze di un pesciolino. Sfortunatamente SpongeBob non sa che l'animale può trasformarsi in un mostro se vede altri animali non appartenenti alla sua specie, cosa che spaventerà Gary a morte. Alla fine Puffy Fluffy si trasforma in un'anguilla mostruosa e spietata con 4 lingue taglienti, distrugge la casa e tenta addirittura di mangiarsi SpongeBob, ma Gary ferma il nemico legandogli le lingue e facendolo scappare per il dolore. SpongeBob non è soddisfatto e decide allora di portare Gary al lavoro per non farlo restare solo in casa.

## Mio e soltanto mio
Patrick arriva al Krusty Krab e ordina un "Kiddie Meal". Non avendo abbastanza soldi per pagare, decide di "condividere" il pranzo con SpongeBob, il quale ha pagato per il cibo. Quando arriva con il pranzo un giocattolo fabbricato direttamente da Mr. Krab, con un Krabby Patty e delle cannucce, decidono di "condividere" anche quello. Solo che Patrick, che proprio non sa cosa sia la condivisione, lo tiene solamente per lui. Giustamente SpongeBob si arrabbia e i due litigano per il giocattolino; nemmeno il ruolo mediatore di Sandy risolve la disputa. I due continuano a litigare fino ad arrivare al Krusty Krab, dove Patrick inghiotte il gioco e SpongeBob è indignato oltre ogni dire. Mr. Krab arriva e, capendo la situazione, dapprima dice ai due che dovrebbero vergognarsi a bisticciare per un motivo talmente futile e poi fabbrica due giocattoli uguali per accontentarli. Patrick decide di pagare con i soldi di SpongeBob ancora una volta, e gli chiede se ha imparato qualcosa sulla condivisione, con fare da bullo ipocrita.

## Spilorcio dell'anno
Mr. Krab partecipa al concorso per vincere il premio di "spilorcio dell'anno", portandosi anche SpongeBob. L'azzimato granchio vede che la concorrenza è agguerrita più che mai e chiede a SpongeBob di "esagerare" sul suo conto, spiegandogli che è come "dire la verità aggiungendo qualche bugia". Solo che SpongeBob fraintende e mente sul conto del capo facendolo squalificare. Tuttavia egli riesce a vincere quando, con SpongeBob, si porta nelle valigie l'intera stanza d'albergo.

## La maledizione di Bikini Bottom
SpongeBob e Patrick, su permesso, giocano col tagliaerba di Squiddi e con esso raggiungono il cimitero dov'è sepolto l'Olandese Volante. Nel frattempo il fantasma, infastidito dal gran trambusto, emerge dalla sua tomba e i due gli tagliano per errore la barba; l'Olandese, per castigo, li maledice trasformandoli in spettri. SpongeBob e Patrick non avranno vita facile come spiriti, ma dopo aver dato una barba sostitutiva all'Olandese, possono tornare come prima. Dopo un po' di tempo tuttavia il vecchio fantasma fugge spaventato da una strega di mare invaghitasi di lui.

## Il clarinetto di Squiddi
Squiddi è di ottimo umore perché quella sera si esibirà con il suo clarinetto a un concerto. Soltanto che, con tutti i clienti attorno, il suo clarinetto potrebbe essere danneggiato o sporcato. Per preservare lo strumento, Mr. Krab tira fuori un vecchio armadietto, ripulendolo accuratamente in modo da poter essere utilizzato per custodire il prezioso clarinetto del polpo (oltre agli altri oggetti personali di SpongeBob). SpongeBob però continua ad ampliare lo spazio all'interno dell'armadietto e perciò sposta di continuo il clarinetto di Squiddi. Alla fine nell'armadietto c'è spazio a non finire, diventando un vero e proprio universo nel quale Squiddi si addentrerà per ritrovare il suo clarinetto, vivendo bizzarre avventure al limite del surreale. Uscendo scosso dalla vicenda, che si rivela essere un sogno, Squiddi si infuria con SpongeBob, ritenendolo responsabile dell'avventura onirica che ha avuto, lo rinchiude nell'armadietto e lo spedisce lontano dalla città. Tuttavia, SpongeBob riesce ad arrivare nel teatro dove l'audizione si svolge. Squiddi scappa via terrorizzato, sebbene SpongeBob fosse venuto a restituirgli il clarinetto.

## La protesta di SpongeBob
SpongeBob e Patrick vanno a caccia di meduse, quando vedono un cartellone che annuncia che presto sul campo verrà costruita una gigantesca autostrada, distruggendo il prezioso ecosistema di esso e mettendo in fuga le meduse. Il responsabile del progetto è Plankton, il quale ha orchestrato il tutto per mandare Mr. Krab in rovina in modo che, messo alle strette, il crostaceo gli consegni la formula segreta del Krabby Patty. SpongeBob e Patrick non ci stanno e indicono una protesta in strada in stile hippy del '68 distribuendo volantini e cantando: due agenti li portano via in un posto lontano e desolato, poiché essi, come il resto dei cittadini, sostengono il progetto. Nel punto dove sono stati scaricati, i due amici assistono a una parata seguita dalla costruzione dell'autostrada; SpongeBob non si dà per vinto e cerca di fermare la ruspa-asfaltatrice di Plankton, ma ne viene investito. Il Krusty Krab è ora sepolto dall'imponente costruzione e Mr. Krab rischia, suo malgrado e con grandissima costernazione di SpongeBob, di dover chiudere il fast food e di dover dare a Plankton la ricetta segreta. Improvvisamente Bikini Bottom viene invasa dalle meduse, che, inferocite per la distruzione del loro habitat naturale, attaccano gli abitanti. SpongeBob prende la parola e convince finalmente i cittadini a distruggere l'autostrada mandando in fumo il losco progetto di Plankton. Spingendo tutti insieme, SpongeBob e tutti gli abitanti distruggono la triste costruzione facendo rifiorire il campo, facendo riemergere il Krusty Krab e ridando alle meduse sfrattate la loro casa.

## Ritorno al passato
SpongeBob e Patrick aiutano Waterman & Supervista bloccati sulla strada. Come ringraziamento, l'anziano duo permette ai protagonisti di vedere la loro collezione di oggetti entrati in scena nelle loro battaglie, con la raccomandazione di non toccare nulla. Patrick però tocca la loro macchina del tempo e il quartetto viene catapultato nel passato, quando Bikini Bottom aveva 38 abitanti e Waterman & Supervista erano giovani. In quel momento arriva sul posto Man Ray; i giovani supereroi tentano di neutralizzarlo con della salsa tartara, che però Patrick divora: il supercattivo riesce così ad avere la meglio. SpongeBob e Patrick decidono di tornare nel presente, dove scoprono che la stella marina, non permettendo ai supereroi di sconfiggere Man Ray, ha finito per creare un futuro alternativo, dal momento che ora Man Ray regna sovrano come uno spietato dittatore. Arrivati a quello che dovrebbe essere il Krusty Krab, i due amici scoprono che ora Waterman & Supervista vi lavorano lì. SpongeBob e Patrick convincono il duo ad affrontare il tiranno, e tutti e quattro tornano di nuovo nel passato. Poco dopo, però, numerose macchine del tempo con molteplici SpongeBob e Patrick iniziano a comparire dappertutto, confondendo le idee a Man Ray.

## Una terribile banda di cattivi
SpongeBob e Patrick guardano una videocassetta contenente un episodio perduto di Waterman & Supervista alle origini, dove i due combattono contro dei supercattivi radunando altri supereroi, salvo poi scoprire che in verità il gruppo di "malfattori" si riuniva per la passione dei libri. Quando l'episodio finisce, SpongeBob e Patrick decidono di riguardarlo daccapo.

## Un giorno senza lacrime
SpongeBob si sveglia una mattina e una serie di eventi sfortunati finiscono per farlo piangere di continuo. Squiddi allora decide di piazzare una scommessa: se SpongeBob riuscirà a non piangere fino a mezzanotte, il burbero polpo andrà a un pigiama party con lui; in caso contrario, SpongeBob svolgerà una serie di faccende domestiche per Squiddi. Squiddi segue SpongeBob per tutta la notte e, determinato a vincere la sfida, fa di tutto perché SpongeBob pianga, ma egli dimostra una grande resistenza. Con il suo ultimo tentativo, una versione strappalacrime del racconto di Jack and Jill, riesce a far piangere SpongeBob, allagando tutta la città, poco dopo la mezzanotte. SpongeBob riesce quindi a vincere e Squiddi deve stare con il vincitore per un pigiama party e l'idea lo fa disperare enormemente.

## Lavoro estivo
Sono arrivate le vacanze estive e SpongeBob vorrebbe che la signora Puff legga un bigliettino particolare, mentre lei vorrebbe sfuggirgli. Mentre guida per seminarlo, l'istruttrice si ritrova il bigliettino in faccia, andando a sbattere contro il Krusty Krab e procurando parecchi danni alla facciata frontale. Non avendo abbastanza soldi per pagare i danni, la Puff accetterà un lavoro come cassiera del ristorante e, in questo frangente, avverrà un ironico scambio di ruoli fra lei e SpongeBob, il quale si ritrova a farle da mentore. Tuttavia, dopo che gliene sono successe di tutti i colori, la Puff ci rinuncia e scappa dal ristorante. Ritrovando in macchina il bigliettino di SpongeBob, l'insegnante lo straccia furente e lo getta a terra; un agente vede la cartaccia per terra e la arresta per imbrattamento, per sua grande gioia, poiché non dovrà più vedere SpongeBob o almeno questo è ciò che crede lei. Infatti, sul bigliettino che è stata la causa di tutto, c'era scritto che SpongeBob, su esempio della Puff, aveva trovato un lavoro estivo come istruttore di guida; la carcerata Puff dovrà andare a una sorta di scuola guida dentro al carcere e come insegnante ha proprio la spugna. Ella si dimena per la disperazione, volendo scappare da lì, ma l'agente le incatena una caviglia alla gamba della sedia.

## Un pasto indigesto
Plankton attacca il Krusty Krab e intrappola SpongeBob e Mr. Krab. In questo frangente arriva Perla e Plankton se ne va spaventato: il batterio è terrorizzato dalle balene poiché i suoi parenti furono divorati proprio da tali cetacei. Krab chiede a Perla di andare al Chum Bucket a spaventare Plankton, però lei rifiuta, così il granchio decide di travestirsi da Perla e di spaventare lui stesso Plankton. Ciò va avanti per 16 giorni di fila; Plankton è in stato di paranoia, ha degli incubi e vuole addirittura farsi investire da un autobus, non potendo più vivere. Mr. Krab, sadicamente, ride della scena. SpongeBob, per aiutare Plankton, gli rivela la paura più segreta di Krab, i mimi: infatti il granchio è spaventato dal mimo assoldato dal copepode. SpongeBob comunque poi fa scappare Plankton proiettando l'immagine di un branco di balene con un proiettore.

## Gary innamorato
Gary guarda una soap opera in TV. Subito dopo SpongeBob porta Gary al parco delle chiocciole, dove incontra la lumachina Mary di cui si innamora perdutamente. Peccato che sia corteggiata anche da un minaccioso capo di una banda di lumache randagie, che minaccia di conciare Gary per le feste. Gary non fa altro che pensare a Mary, così quella notte esce di casa a insaputa di SpongeBob, che accortosi in seguito di ciò crede che la sua chiocciola sia stata rapita e quindi la inizia a cercare. Gary ha però alle calcagna la gang rivale, che vuole ridurlo in poltiglia; però riesce a seminarli e a fiondarsi sulla macchina dell'amata. SpongeBob lo raggiunge e ha una breve lite con la proprietaria di Mary credendo che ella abbia rapito Gary, la quale confessa al padrone che è uscito di sua volontà. SpongeBob si chiede come mai, ma vedendolo assieme a Mary comprende il motivo. Tuttavia poi, come nella soap opera dell'inizio, compare Brad, il fidanzato della padrona di Mary che si chiama Monica, e con lui la sua affascinante chiocciola che fin da subito vince il cuore di Mary. Gary, abbacchiato e con il cuore spezzato, viene consolato dalla lumaca-gangster, ormai non più rivale in amore, che lo porta a cercare cibo nei dintorni. 

## Si va in scena
Al Krusty Krab, Squiddi riceve la risposta a un suo annuncio per la presentazione di una sua opera teatrale, ma la risposta è negativa e ciò gli lascia l'amaro in bocca. SpongeBob, dispiaciuto per Squiddi, suggerisce a Mr. Krab di fare una serata musicale al Krusty Krab dove Squiddi può recitare nel suo spettacolo e il granchio accetta, sperando come sempre di trarne profitto. Lo spettacolo si svolge quella sera con il titolo Note musicali a cena con Squiddi, solo che il polpo è talmente preso dalla recitazione che non fa il suo mestiere di cassiere, innervosendo non poco Krab. Anche SpongeBob, durante l'esecuzione del suo mestiere di cuoco, si fa trascinare dal fascino del palco e nel mentre brucia i Krabby Patty. I clienti intanto aspettano impazienti i panini e quando scoprono che sono duri come macigni li tirano addosso a SpongeBob e a Squiddi. E come aveva detto SpongeBob, lo spettacolo frutta una fortuna a Mr. Krab.

## Un rodeo emozionante
SpongeBob e Patrick vengono a sapere che Sandy sta per partire per un rodeo in Texas. Credendo che i rodei siano pericolosi per la presenza dei clown, la sua più grande fobia, SpongeBob decide di radunare persone che lo aiutino a "salvare Sandy", ma senza successo. La spugna però non si arrende e ingloba tutti quanti in una gigantesca bolla di sapone che li conduce direttamente in Texas dove il rodeo si svolge. Sandy sta cavalcando una rana toro e cade giù da essa quando SpongeBob e Patrick attirano la sua attenzione. L'inferocita ranocchia li assalta e cattura SpongeBob, ma Sandy prende al lazo SpongeBob salvandolo dall'animale e facendo esultare gli spettatori.

## La ricetta segreta della nonna
Plankton, durante una visita di cortesia a sua nonna, decide di prendere le sue sembianze in un altro losco stratagemma per impossessarsi della ricetta segreta del Krabby Patty, in quanto nessuno direbbe di no a una vecchietta. SpongeBob crede infatti che Plankton sia la sua bisnonna e passa il tempo in sua compagnia. Arrivati al Krusty Krab, naturalmente Plankton ne approfitta. Fortunatamente in quel momento arriva la vera nonnina di Plankton, che lo rimprovera per quello che ha fatto e lo rimanda a casa tirandolo per le antenne.

## Lo strano potere di Gary
SpongeBob porta Gary a fare una passeggiata e incontrano Mr. Krab, il quale nota che il guscio dell'animale attrae una monetina. Così Mr. Krab pensa di servirsi di questa sua capacità per la sua solita gola di soldi. Si porta appresso Gary e con il suo guscio attira molte monetine al primo malcapitato che incontrano, e tiene occupato SpongeBob appioppandogli diversi lavori al Krusty Krab per non farlo insospettire. Tuttavia, quando un tizio a cui Krab ha rubato le monete racconta per filo e per segno le scorribande del granchio alla spugna, quest'ultimo va alla ricerca del suo capo. SpongeBob entra in una sala giochi, dove trova Krab, travestito da donna incinta, che intende utilizzare il guscio di Gary per attirare le monete dei giocatori. Mentre SpongeBob si indigna con il suo capo per questa sua scorrettezza, soprattutto per la sofferenza fisica che ciò sta causando alla lumaca, Gary attira un vero e proprio tsunami di monete; Krab esclama: "Jackpot!" e va incontro all'incombente onda, risultandone tuttavia ferito quando questa lo travolge. All'ospedale viene rivelato che Gary riusciva ad attirare le monete grazie a una calamita di Waterman & Supervista che la chiocciola aveva ingoiato per errore. Il dottore fa vedere all'infortunato Krab il costo astronomico della sua parcella, facendogli notare che ha abbastanza soldi per pagarlo, alludendo a tutte le monetine che ha raccolto con Gary.

## Un mostro gentile a Bikini Bottom
Patrick si imbatte in dei barili contenenti delle sostanze radioattive. Rimasto attratto dal tappo di uno di essi, per prenderlo apre il barile. Il liquido radioattivo che ne fuoriesce si fonde con alcuni cirripedi, generando un gigantesco mostro mutante, con cui Patrick fa subito amicizia, e in seguito anche con SpongeBob. Tuttavia la creatura tende a distruggere tutto ciò che trova, portando quindi scompiglio a Bikini Bottom; gli agenti infine lo relegano su un monte isolato, e lì il mostro congeda affettuosamente il duo. La nuova posizione della creatura permette inoltre a questa di aiutare SpongeBob con faccende riguardanti il ghiaccio sulle bibite ordinate dai clienti del Krusty Krab.

## Benvenuti nel Triangolo di Bikini Bottom
A Bikini Bottom avvengono numerose sparizioni; un enigmatico personaggio, un anziano con dei lunghi baffi e la benda all'occhio, racconta loro che sono avvenute a causa del canto magico di un gruppo di sirene. Gli oggetti spariti si trovano adesso nel Triangolo di Bikini Bottom, dove si dice non possano ritornare indietro mai più. Anche SpongeBob e Squiddi vengono risucchiati nel misterioso luogo. Giunti lì ritrovano tutta la merce sparita, assieme a Patrick, Mr. Krab e Perla. Il gruppo cerca di convincere le sirene a riportarli indietro, all'inizio invano; essi scoprono che per tornare indietro, bisogna che le sirene cantino all'incontrario il loro canto magico, e così fanno. SpongeBob e tutti gli altri tornano a Bikini Bottom dove Perla porta le sirene a fare shopping al centro commerciale e dove Patrick, una volta riacquisiti i suoi gemelli da polso, parte con la sua limousine.

## Il sortilegio del Krusty Krab
È una notte tempestosa a Bikini Bottom. Al Krusty Krab si avvicina l'ora di chiusura, quando a un certo punto arriva una vecchia anguilla che, nonostante il locale sia chiuso, vorrebbe mangiare un Krabby Patty. L'unico mosso a pietà è SpongeBob, che le porterà due Krabby Patty di nascosto sul retro del locale. Sfortunatamente però Mr. Krab lo scopre e scaccia via la vecchia, che lancia un sortilegio sul ristorante. All'inizio Krab non crede alla cosa, pensando che siano solo farneticazioni dettate dalla rabbia, ma quando una serie di eventi sfortunati si verificano nel locale, il granchio capisce che il Krusty Krab è veramente stato maledetto. Egli, con SpongeBob, alla fine riesce a convincere la strega a sciogliere il sortilegio dopo averle portato una moneta dall'interno di un serpente gigante in una grotta. La maledizione però era soltanto un cartello davanti al locale con su scritto "chiuso".

## La leggenda del tubo di scarico
SpongeBob ripulisce la piastra su cui cucina i Krabby Patty. Nota che il pavimento è bagnato per colpa di un ingorgo al lavandino causato dal tappo dello scarico e mette pertanto un cartello sul quale però Patrick scivola. SpongeBob vorrebbe rimuovere il tappo, ma Mr. Krab glielo proibisce, e a tal proposito narra a SpongeBob e Patrick una storia leggendaria: due bambini un giorno tolsero un gigantesco tappo dello scarico in fondo all'oceano e ne furono risucchiati, e con loro tutta la città. I due amici escono dal locale e chiedono a tutti dove si trovi il leggendario tubo di scarico, ma nessuno sembra sapere nulla. Alla fine trovano lo scarico loro stessi, ma Mr. Krab e Plankton, rivelando di essere i due bambini del racconto, li vogliono fermare. Ormai è troppo tardi: Patrick tira lo scarico e tutta Bikini Bottom (loro quattro compresi) viene risucchiata nelle viscere oscure dello scarico. A conclusione della puntata vi è un colpo di scena: si scopre infatti che tutta la vicenda altro non era che un sogno di Patrick, basato su un racconto della buonanotte che SpongeBob gli aveva letto.

## La tribù degli zoticoni
SpongeBob e Patrick danno la caccia alle meduse quando, inseguendone una, precipitano giù in un crepaccio e si ritrovano in una tribù di "zoticoni", un branco di villici rozzi e gretti con la zeppola e i denti storti. Vengono catturati dalla tribù e consegnati a Mamma Scorfana, la capostipite, che sottopone SpongeBob e Patrick ad alcune prove: i due le superano ed entrano nella loro comunità, però i due vogliono tornare indietro, cosa impossibile per coloro che si sono "appena agganciati". Così la tribù li insegue fino al Krusty Krab, dove alla fine pranzeranno e Mr. Krab si ritroverà "agganciato" con Mamma Scorfana.

## Il sacrificio di Squiddi
Squiddi non fa altro che lamentarsi della sua vita recriminando qualsiasi cosa. Quando un tubo a casa sua perde, Squiddi, nel ripararlo, finisce per creare una strozzatura. Più tardi, al Krusty Krab, un vulcano nelle vicinanze erutta e i suoi lapilli distruggono tutto quanto. SpongeBob, Squiddi e Mr. Krab evacuano il locale in fiamme e vanno al rifugio preparato appositamente dal sindaco di Bikini Bottom per i cittadini. A un tratto, un delfino magico a cavallo di una scopa compare nel luogo e annuncia che l'unico modo per placare la furia del vulcano è fare un sacrificio, immolando la persona più infelice e più sfortunata della città. SpongeBob pensa che Squiddi sia perfetto poiché brontola per ogni cosa e, quando il burbero polipo dice che non gli importa nulla del destino di Bikini Bottom, gli abitanti decidono di sacrificarlo al vulcano. SpongeBob vorrebbe sacrificarsi per salvare Squiddi; quest'ultimo precipita tuttavia nel vulcano e, aggrappato alle pendici, giura di cambiare atteggiamento e di imparare a pensare positivo e a sorridere al mondo. Proprio quando per Squiddi sembra essere la fine, SpongeBob riesce a salvarlo in extremis. Tuttavia la pressione dell'acqua creatasi nella strozzatura del tubo a casa di Squiddi finisce per lanciare in aria l'edificio, che si incastra nella bocca del vulcano sventando la minaccia. Il delfino magico rivela che a dover essere immolata era la casa della persona più infelice e più sfortunata, e poi vola via con la sua scopa, ridendo. Squiddi si rimangia il giuramento dicendo che ora nemmeno ha più un posto dove dormire, così SpongeBob lo fa dormire con lui.

## All'inseguimento della ricetta segreta
Al Krusty Krab sono finiti gli hamburger per i Krabby Patty, così SpongeBob e Mr. Krab decidono di prepararne una nuova infornata. Dopo aver messo la farina e i cirripedi, i due sono in disaccordo sul terzo ingrediente: Krab dice che bisogna mettere il sale marino, SpongeBob invece la curcuma. Per togliersi il dubbio, Mr. Krab decide di prendere la ricetta, ma, poco prima che possa, Plankton esce fuori dalla cassaforte con in mano la formula, che il granchio riesce a recuperare in tempo. Krab decide quindi di nascondere la ricetta in un altro posto e, sotto suggerimento di SpongeBob, la spedisce in una banca dall'altra parte dell'oceano. SpongeBob e Mr. Krab tornano a preparare gli hamburger, ma si sono dimenticati di consultare la ricetta prima di spedirla. Krab affida quindi la chiave della cassetta di sicurezza dove è custodita la formula a SpongeBob, che parte per recuperarla. Plankton scopre del trasferimento e decide di seguire SpongeBob.
SpongeBob sale sul treno Oceanic Express insieme a Patrick. Dopo un po' di strada, Plankton ruba a SpongeBob la chiave, intrappola i due nella locomotiva, stacca i vagoni e si dirige verso la banca dove è custodita la ricetta. Intanto Patrick, dopo aver spezzato il freno della locomotiva, cerca di fermare il treno buttando un masso sui binari. In questo modo la locomotiva deraglia, ma fortunatamente si ferma poco prima di schiantarsi contro una casa di riposo. I due, sempre in treno, tornano indietro verso la banca, dove nel frattempo Plankton, dopo aver trovato la ricetta segreta, trova Mr. Krab. Intanto Patrick tira l'acceleratore del treno, che inizia a muoversi a tutta velocità, finendo per schiantarsi contro la banca e investire Plankton. La ricetta viene recuperata da Mr. Krab, il quale si mette a gridare dopo aver saputo che deve molti soldi alla banca per via del disastro causato dalla locomotiva. 75 anni dopo, un anziano SpongeBob racconta la vicenda al nipote, il quale sembra disinteressato. Subito dopo, SpongeBob si addormenta.

## Toccare il fondo
SpongeBob e Patrick giocano insieme utilizzando come tramite il cortile di Squiddi, il quale esce fuori proibendo tassativamente ai due di giocare nel suo cortile, tracciandoci un confine attorno. SpongeBob e Patrick, trovandosi separati, decidono di ricongiungersi scavando dei tunnel sottoterra. La casa di Squiddi finisce sottoterra e il polpo, infuriato, inizia a inseguire SpongeBob e Patrick, i quali fuggono scavando una lunga galleria, seguiti da Squiddi. SpongeBob e Patrick, una volta giunti a un masso, pensano che per loro sia la fine, ma proprio in quel momento l'intera Bikini Bottom sprofonda sotto terra. Tutti gli abitanti della città (SpongeBob, Patrick e Squiddi inclusi) si mettono all'opera per far riemergere la città sepolta.

## Il genio del karate
SpongeBob affetta un ananas con delle mosse di karate, quando per errore ingoia una mosca. Patrick arriva proprio in quel momento e salva il suo amico. SpongeBob, come ringraziamento, gli promette di esaudire qualsiasi suo desiderio, allora Patrick chiede che lui gli insegni le mosse del karate. SpongeBob accetta e, dopo alcuni tentativi fallaci, Patrick per la disperazione riesce a spezzare con un colpo di mano un blocco di cemento. Dopo aver spezzato una serie di oggetti con la nuova mossa, Patrick però va fuori controllo e inizia a distruggere tutto ciò che gli capita a tiro. Finisce per distruggere un intero supermercato e, credendo che un calcinaccio abbia ferito SpongeBob, si stacca un braccio per la disperazione. SpongeBob comunque sta bene e Patrick giura che rimedierà a tutti i danni arrecati iniziando dal supermercato. Tuttavia dal braccio staccato di Patrick è nato un secondo Patrick.

## La capsula del tempo
Mr. Krab decide di utilizzare il contenitore vuoto della salsa tartara come capsula dove custodire oggetti di valore da lasciare in patrimonio per le generazioni future. Quasi senza preavviso, SpongeBob e Patrick, e in seguito anche Squiddi, rimangono rinchiusi dentro la capsula. Lì dentro si baloccano con le cianfrusaglie trovate e immaginano cos'avrà in serbo per loro il futuro una volta usciti. Plankton nel frattempo ne approfitta nuovamente per rubare la ricetta segreta del Krabby Patty, e scavando sottoterra apre un foro nella capsula, permettendo ai tre di uscire. Squiddi, tuttavia, si ri-sotterra quando vede che nel "futuro" ancora niente è cambiato.

## Vivere un sogno
Squiddi vorrebbe vivere in un mondo in cui poter vivere in santa pace e relax. Allora SpongeBob e Patrick allestiscono un paradiso tropicale appositamente per lui, con tanto di moai canterini, un fiume, un chiosco, "una bibita a scrocco da una noce di cocco", e ogni sorta di divertimento in stile hawaiiano. Squiddi balla a un certo punto in cerchio con SpongeBob e Patrick, quando inavvertitamente urtano una fiaccola, distruggendo il paradiso tropicale. Vedendo la barca galleggiante sul fiume, Squiddi ha un lampo di genio, e a fine puntata lo si vede a bordo della barca mentre investe SpongeBob e Patrick con essa.

## Il lato abrasivo
SpongeBob vorrebbe andare al Glove World con Patrick, ma molti dei suoi amici hanno bisogno del suo aiuto e SpongeBob non riesce mai a dire di no. Allora Gary gli fa arrivare un lato abrasivo. Grazie al nuovo attributo SpongeBob diviene più risoluto, ma anche più scortese. Presto il lato abrasivo prende pure il sopravvento, aggredendo e trattando in malomodo tutti gli amici di SpongeBob. Ma Sandy riesce a rimuoverglielo, spiegandogli che è il suo carattere gentile a renderlo simpatico e un'ottima persona. Quanto al lato abrasivo, viene rinchiuso in una cassetta della posta. Subito dopo SpongeBob va a casa di sua nonna per fare pace con lei per quanto accaduto prima con il lato abrasivo, ma sfortunatamente ora anche l'anziana signora ne indossa uno.

## Il tormentone
SpongeBob, mentre cucina al Krusty Krab, continua a pensare a una canzone intitolata Il Ritornellotto e, a fine turno, acquista il CD e lo ascolta tutta la notte in loop. Presto risulta chiara l'assuefazione del ragazzo per quella canzone, al punto che si impossessa della sua mente e gli fa combinare diversi disastri al Krusty Krab. Patrick, Sandy, Mr. Krab e Squiddi tenteranno quindi di "esorcizzare" SpongeBob da quella canzone mettendogliene in testa un'altra, in stile chiodo scaccia-chiodo, ma ogni tentativo si rivela vano, finché Squiddi non suona una sua canzone al clarinetto; il vermicello nella testa di SpongeBob (poiché "tormentone" in inglese si dice "earworm" letteralmente "verme dell'orecchio"), non potendo più sopportarlo, se ne va subito. Quella notte Squiddi va a dormire ripensando alla sua orecchiabile melodia, quando un nuovo vermicello del tormentone entra nel cervello di Squiddi, che ora è assuefatto dalla sua melodia, come SpongeBob lo era per Il Ritornellotto.

## Il nascondino più lungo della storia
SpongeBob e Patrick giocano a nascondino. Mentre SpongeBob conta, Patrick ha un vuoto di memoria e va a casa. Appena finito di contare, SpongeBob comincia a cercare il suo amico, ma non lo trova da nessuna parte, allora attua misure estreme e lo cerca con l'elicottero che Sandy usa per le emergenze. A un certo punto, dopo un lungo viaggio, SpongeBob arriva in una locanda desolata ai confini del deserto; sembra aver trovato Patrick, ma non è lui. SpongeBob allora rinuncia alle ricerche disperandosi e proclamando Patrick vincitore. Il cliente della locanda gli dice che poco importa che abbia perso se si è divertito giocando. SpongeBob allora torna a casa e, con un biglietto, si congratula con Patrick, definendolo il miglior giocatore di nascondino di sempre. Questi lo ringrazia, tuttavia, colto da un altro vuoto di memoria, domanda cosa sia il nascondino.

## Scambio di conchiglia
Una sera, SpongeBob ricorda a Mr. Krab che domani lui porterà Gary al lavoro. Plankton intanto li spia e, su questo fatto, decide di sostituirsi a Gary, affinché SpongeBob lo porti al Krusty Krab, al posto della vera lumaca, e lui possa risalire alla ricetta segreta. Tuttavia, SpongeBob si insospettisce quando "Gary" inizia a parlare e, credendo sia ammalato, lo porta all'ospedale dove gli viene comunicata la gravità delle sue condizioni, facendo disperare ulteriormente la spugna. Il vero Gary tuttavia ritorna e combatte contro l'impostore, facendolo fuggire via. Ora Gary è la nuova guardia del Krusty Krab.

## Il capolavoro
Al Krusty Krab è ora di apertura, ma, inaspettatamente, non ci sono clienti. In una pubblicità viene rivelato il motivo: è stato aperto un nuovo ristorante, la "Taverna del Pollo Marino", con un'attrazione gigantesca: un monumento raffigurante la mascotte del locale, Mr. Pollo Marino, che attrae i bambini e di conseguenza i loro genitori. Krab decide quindi di giocare la stessa carta del suo concorrente, chiedendo a Squiddi di erigere un monumento "che lo rappresenti in tutta la sua magnificenza". Squiddi si mette all'opera, ma scolpisce un Mr. Krab mostruoso e anche pericoloso. Krab dice a Squiddi che se ci facesse giocare i bambini verrebbe denunciato, così SpongeBob ricorre a un'idea, che per Mr. Krab si rivela scomoda: tingere quest'ultimo d'oro e far giocare i bambini addosso a lui.

## Lumache all'attacco!
SpongeBob e Patrick si trovano al campo delle meduse, quando arriva un branco di lumache gigantesche che li travolge e li ricopre di bava. Esse si dirigono a Bikini Bottom seminando una scia di terrore e coprono gli abitanti di bava prima di divorarli e ben presto nelle loro fauci finiranno i due protagonisti assieme a tutto il Krusty Krab. SpongeBob però riesce a curare le aggressive bestiole assorbendo la bava e risputando tutto quanto divorato dalle lumache, ora tornate normali.

## Il test dell'amicizia
Al Krusty Krab SpongeBob e Patrick fanno un test per verificare quanto si conoscano a vicenda. SpongeBob dimostra di conoscere Patrick alla perfezione; quest'ultimo, invece, non riesce a rispondere a nessuna domanda del test, facendo presumere alla spugna che la stella non lo conosce affatto, cosa che lo fa disperare notevolmente. Più tardi il ragazzo-spugna si ingelosisce quando Patrick sembra frequentare Larry; tuttavia Patrick e Larry si erano semplicemente messi d'accordo per regalargli un paio di occhiali buffi, con i quali l'ottusa stella sembra non riconoscerlo.

## Il tunnel del terrore
SpongeBob, al luna park, raggiunge Perla nel Tunnel del Guanto. La giovane balena si annoia e vorrebbe scendere dalla barca, ma, data la sua grande mole, così facendo lancia SpongeBob sul soffitto: uno dei cuori ornamentali finisce nell'acqua bloccando il meccanismo delle barche. SpongeBob e Perla rimangono quindi bloccati all'interno e, scendendo, SpongeBob inizia a farneticare di mostri vari, finendo per far suggestionare anche Perla, dal momento che Patrick ha staccato l'impianto elettrico e si sono spente le luci. Patrick poi combina un altro guaio: fa bloccare l'azione del meccanismo su "super veloce". I due finiscono perciò nella Hall delle Grandi Storie d'Amore, dove i robot a un certo punto si trasformano in zombie e li attaccano (per colpa di Patrick che ha premuto un pulsante). Infine Patrick, scambiando per un gabinetto il meccanismo del flusso d'acqua, fa precipitare SpongeBob e Perla in un vortice d'acqua e l'attrazione salta infine per aria. La giovane alla fine immortala per i posteri l'espressione spaventata di SpongeBob e delle amiche all'arrivo di un clown strisciante.

## Il nuovo menù
Con della carne dei Krabby Patty che è avanzata, SpongeBob crea casualmente il "Krusty Dog" (che assomiglia al classico hot dog), una nuova ricetta approvata da Mr. Krab e dai clienti, che si sono stancati del solito Krabby Patty; tuttavia presto il nuovo menù finisce per soppiantare il classico Krabby Patty. SpongeBob e Squiddi si alleano perciò per ripristinare il classico panino facendo cattiva pubblicità al "Krusty Dog" e facendone esplodere uno in faccia a un cliente, provocandone l'uscita dal ristorante. Mr. Krab reintegra quindi il Krabby Patty.

## Il relitto della Mauna Loa
SpongeBob e Patrick scoprono un antico relitto sotterraneo e decidono di tenerlo segreto. Tuttavia Patrick continua a sbandierarlo e alla fine Mr. Krab viene a saperlo. Sperando di arricchirsi, il crostaceo li segue; tuttavia scopre che il relitto è in verità un vecchio luna park a tema. Per la sua solita inguaribile gola di denaro, Krab riapre il parco giochi, senza restaurarlo per evitare di spendere soldi. La giostra si rivela pericolosa e Krab viene arrestato per aver messo a repentaglio l'incolumità dei cittadini. Alla fine il luna park viene chiuso, ma SpongeBob e Patrick troveranno il vero relitto della Mauna Loa.

## Un nuovo vicino di casa
Squiddi viene a sapere da Patrick che presto arriverà un nuovo vicino di casa. Squiddi non è felice della cosa al principio, ma poi scopre che Howard, il nuovo vicino, condivide i suoi gusti e perciò, scoperte queste affinità, si instaura con lui una forte amicizia, che tuttavia potrebbe deteriorarsi se Howard vedesse quello che fanno SpongeBob e Patrick, disapprovando come Squiddi le loro attività "volgari", quali cacciare meduse e fare bolle di sapone. Squiddi fa allora di tutto per evitarlo, ma Howard alla fine li vede e vuole fermarli; tuttavia, capendo che forse dovrebbe essere più aperto agli altri, decide di unirsi a loro. Squiddi, non potendo sopportare "un altro vicino di casa idiota", fa precipitare la sua roulotte in un burrone. SpongeBob e Patrick incoraggiano Squiddi a inseguire una bolla di sapone che non si fa scoppiare e lui accetta, ma precipita anche lui nel burrone durante l'inseguimento.

## Lezioni di corteggiamento
Squiddi è triste perché si sente solo vedendo che molti clienti del Krusty Krab hanno un'anima gemella. All'improvviso, una graziosa femmina di polpo di nome Squilvia arriva nel locale e per Squiddi è subito colpo di fulmine. Dopo che SpongeBob dà un'ottima impressione a Squilvia, quest'ultima accetta la proposta di un appuntamento per le venti, causandogli la crisi; SpongeBob allora si offre di aiutarlo a fare bella figura fingendo di essere Squilvia e insegnandogli a corteggiare. Patrick però si intromette complicando le cose, al che Squiddi se ne va scocciato, inseguito da SpongeBob. Squiddi, furente, sbotta contro il suo mentore davanti a Squilvia, la quale tuttavia apprezza la cosa e lo invita a cena. SpongeBob assiste alla scena dicendo che il suo lavoro è finito, ma adesso Patrick è vestito da ragazza.

## Sam, una sorella un po' ingombrante
Patrick sta risistemando la sua roccia perché la sorella Sam sta per andarlo a trovare. Sam si rivela essere una mastodontica stella di mare che ha una parlantina da nativo americano e frequenti raptus d'ira. Ella "blecora" la roccia di sabbia costruita per il suo "fardello" con gli oblò della casa di Squiddi. Dopo che questi offende Sam, la mastodontica stella marina li carica; nel processo però ferisce involontariamente Patrick, ma SpongeBob lo fa rinvenire con dei biscotti. Al momento del congedo, Patrick chiede a SpongeBob se trova che sua sorella sia un tipo particolare e la spugna conferma.

## Il collega di laboratorio
SpongeBob aiuta spesso e volentieri Sandy con i suoi esperimenti, perciò vorrebbe essere chiamato "collega di laboratorio". Intanto Plankton ordisce un nuovo piano per rubare la ricetta segreta del Krabby Patty: diventare una nuvola di vapore. Si dirige al Krusty Krab, ma una raffica di vento lo fa arrivare nella cupola di Sandy, la quale scopre le sue doti di scienziato. I tre si dirigono al Chum Bucket, dove Sandy unisce la sua invenzione, un teletrasporto per ghiande, alla vaporiera di Plankton, utilizzando SpongeBob come cavia. Plankton alla fine rivela che faceva tutta parte di un piano e intrappola SpongeBob e Sandy in una gabbia. Tuttavia Sandy sapeva del piano di Plankton fin dal principio, così lo teletrasporta nella bottiglietta con la ricetta segreta, teletrasportata in precedenza lontano di lì; Plankton scopre che non c'è e si dispera. Così Sandy dice che ha fatto tutto bene ridendo, mettendosi però poi a ridere come uno scienziato pazzo.